# ブルーベル (コルベット)

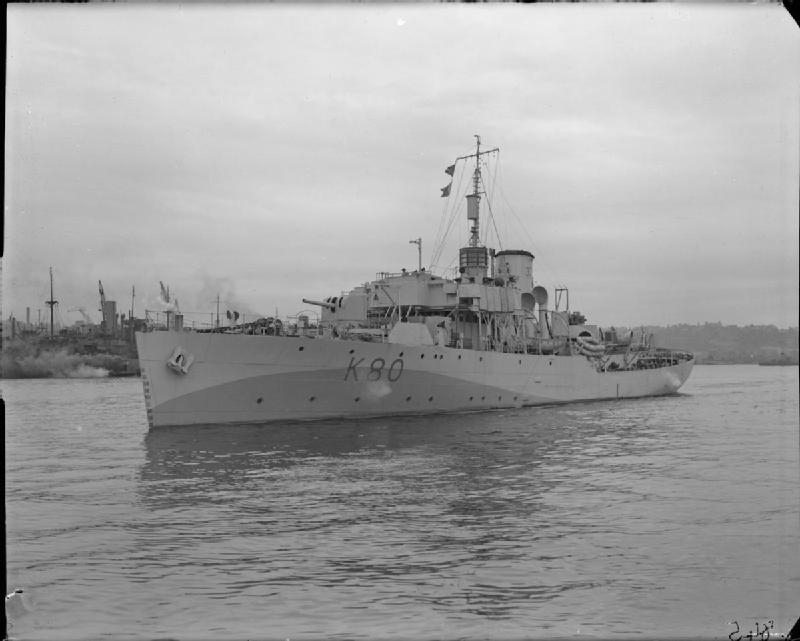

ブルーベル（HMS Bluebell, K80）はイギリス海軍のコルベット。フラワー級。

## 艦歴
1940年4月24日に起工され、10月には就役した。1945年2月、JW64船団の護衛に従事。2月13日、ドイツ潜水艦の攻撃で損傷したコルベット「デンビーキャッスル」を曳航。2月17日、コラ湾の69.36N, 35.29Eの地点でドイツ潜水艦「U711」の雷撃により沈没した。生存者は1名のみであった。